# Relegation
Die Relegation (lat. relegatio ‚Verweisung‘, ‚Ausschließung‘) war ursprünglich die mildeste Form der Verbannung im Römischen Reich (Relegatio) und bezeichnete später den Ausschluss von einer höheren Bildungsinstitution wie einer Universität oder einem Gymnasium.

## Allgemeines
Die Relegation war früher die schärfste Disziplinarmaßnahme einer Hochschule im Rahmen ihrer akademischen Disziplinargewalt gegenüber ihren Studenten oder Dozenten. Sie konnte entweder für bestimmte Zeit oder für immer (relegatio in perpetuum) ausgesprochen werden. Es gab auch die Relegation wegen Ehrlosigkeit (relegatio cum infamia), die für solche Studenten bestimmt war, die sich entehrender Handlungen schuldig gemacht hatten. Für die Studenten bedeutete eine Relegation den Ausschluss vom Hochschulstudium. Es konnten aber auch Dozenten oder Professoren relegiert werden. Im modernen deutschen Hochschulrecht gibt es sie nicht mehr, vergleichbar ist allerdings die Zwangsexmatrikulation. Bedeutende Persönlichkeiten wie Heinrich Heine oder Milan Machovec waren davon betroffen. Auch Theodor Lessing drohte mehrfach die Relegation, da er sich gegen die autoritären Strukturen des Schulsystems auflehnte.